# Котовск
Кото́вск — город областного подчинения в Тамбовской области России, образующий городской округ город Котовск. До 1940 входил в состав Тамбова как посёлок.
За пределами Тамбовской области известен прежде всего как родина неваляшки.

## География
Расположен в центре Окско-Донской равнины, на правом лесистом и высоком берегу реки Цны, в 23 км (по автодороге)  от Тамбова, его промышленный спутник. 

## История
В 1914 году началось возведение рабочего посёлка Пороховой Завод и производственных корпусов казённого предприятия оборонного назначения по соизволению Николая II. Уже в следующем году в спешном порядке был построен и сдан в эксплуатацию самый крупный на Тамбовщине завод. До революции 1917 года продолжалось активное строительство завода. Была проложена узкоколейная железная дорога. Возведена единственная тогда на Тамбовщине ТЭЦ.
В 1918 году посёлок стал центром сельского района и получил наименование Ударный, а в 1919 году — название Красный Боевик. Население посёлка по переписи 1939 года составило 16 986 человек.
Постановлением Президиума ВЦИК 9 февраля 1938 года посёлок завода выделяется в самостоятельный промышленный район Тамбова с образованием райсовета. А 16 апреля 1940 года Указом Президиума Верховного Совета РСФСР посёлок преобразован в город Котовск, названный в честь героя гражданской войны — комбрига Г. И. Котовского.
В период Великой Отечественной войны город сначала был прифронтовым, а затем тыловым. На пороховом заводе (завод № 204) выпускалась пороховая продукция.
Всего в боях против нацистов участвовало 2698 котовчан, 2291 из них награждены орденами и медалями. 9 горожан удостоены высокого звания Героя Советского Союза: Посконкин А. Р., Комбаров Е. И., Конин М. Ф., Питерский Г. И., Любичев М. Д., Свистунов А. И., Малин А. П., Поляков М. П., Фёдоров Б. А.

## Герб
18 мая 2011 года состоялось заседание организационного комитета по созданию герба г. Котовска. Герб Котовска был утверждён 30 июня 2011 года на двадцать третьей сессии пятого созыва Котовского городского Совета народных депутатов решением № 242 «Об утверждении Положения о гербе города Котовска Тамбовской области».
Описание герба:

«В червлёном поле на зелёной, тонко окаймлённой серебром, волнистой оконечности, обременённой золотым пушечным стволом — вырастающая ель того же металла».

Герб города Котовска может воспроизводиться в многоцветном и одноцветном (равно допустимых) вариантах. Герб города Котовска в соответствии с Законом Тамбовской области от 27 марта 2003 года N 108-З «О гербе Тамбовской области» может воспроизводиться в двух равно допустимых версиях: без вольной части и с вольной частью — четырёхугольником, примыкающим изнутри к верхнему краю герба города Котовска с воспроизведёнными в нём фигурами из гербового щита области.
Красный цвет — символ мужества, силы, труда, красоты и праздника. В годы Великой Отечественной войны пороховой завод (завод N 204) работал круглосуточно, не закрываясь ни на день. За время войны здесь было произведено сорок миллионов зарядов и девяносто тысяч тонн пороха. За заслуги в обеспечении Советской Армии и Военно-Морского флота в годы войны завод был награждён орденом Отечественной войны I степени. Пороховой завод, его роль в появлении и становлении города аллегорически отражена в гербе красным полем и орудийным стволом. Красное поле также отсылает к одному из ранних названий посёлка (с 1919 до 1939 года) — Красный Боевик.
Зелёный цвет — символ молодости, здоровья, природы, жизненного роста. Город Котовск расположен к югу от Тамбова на правом высоком берегу реки Цна, показанной в гербе серебряным волнистым поясом. Первоначально здесь был лес, и улицы посёлка прорубались просеками. И сегодня Котовск — один из самых зелёных и благоустроенных городов области. Об этом в гербе символизируют зелёная оконечность и золотая растущая ель.
Золото — символ богатства, стабильности, уважения, солнечного света и тепла.
Серебро — символ чистоты, совершенства мира и взаимопонимания.
Герб впервые был продемонстрирован широкой публике и использован на Покровской ярмарке, состоявшейся на Набережной улице города Тамбова 14—15 октября 2011 года.

## Экономика
В декабре 2017 года Котовск получил статус территории опережающего развития.
В Котовске находятся заводы:
- ЗАО «Котовский завод нетканых материалов»
- ОАО «Искож»
- ОАО «Алмаз»
- ОАО «Котовскхлеб»
- ООО «РесайклПолимерГрупп»

До 2018 года работала Котовская ТЭЦ.
Отраслевая структура промышленности за 1 полугодие 2009 года (объём производства):
- Химическая промышленность 449,7 млн руб. — 55,5 %
- Машиностроение 39,1 млн руб. — 4,8 %
- Лёгкая промышленность 263,9 млн руб. — 32,5 %
- Пищевая промышленность 57,8 млн руб. — 7,2 %

В 2011 году городским промышленным лидером стал «Котовский завод нетканых материалов» с объёмом производства 1,1 млрд руб.

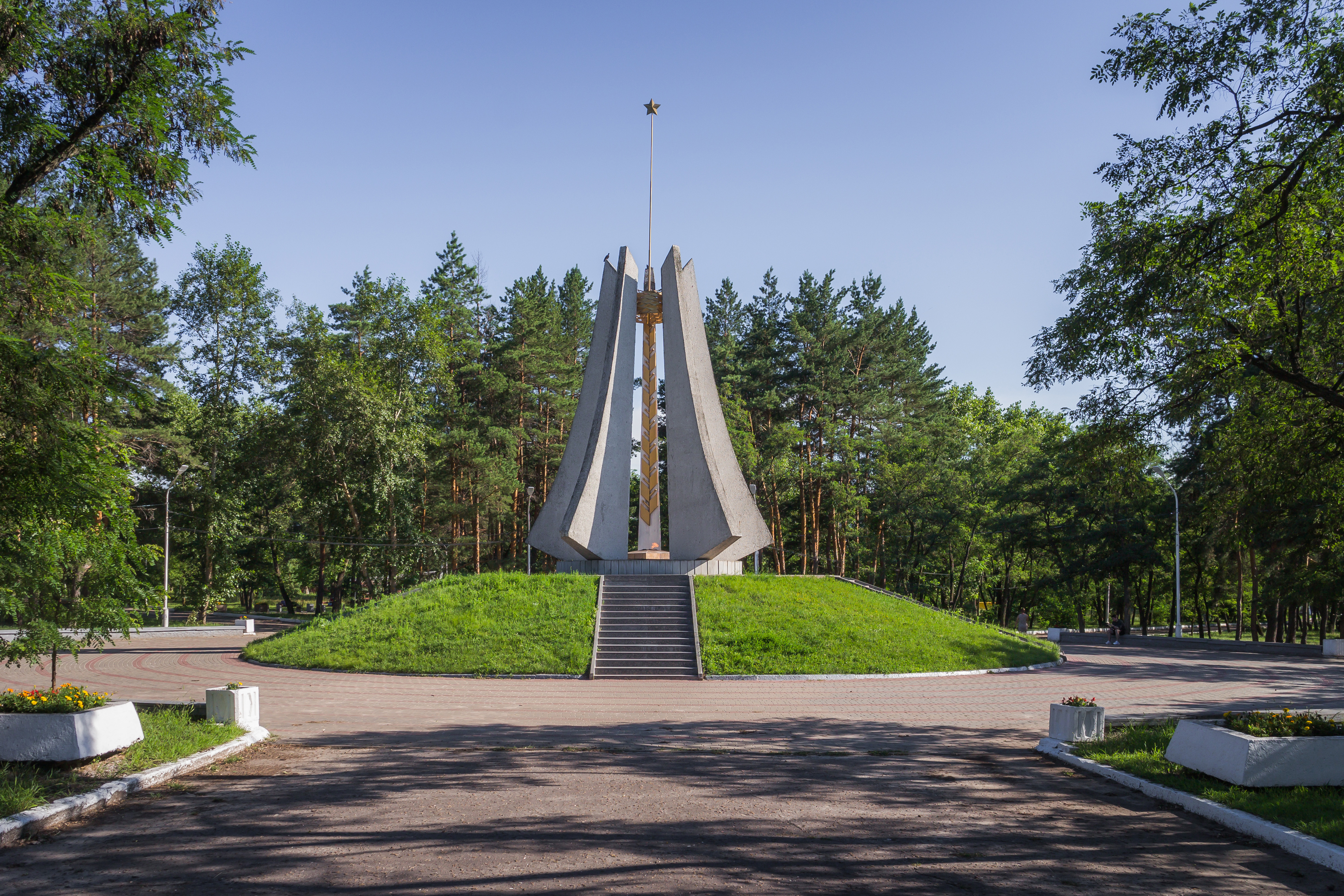
Монумент «Вечный огонь»

### Транспорт
Внутригородские, пригородные и междугородние перевозки осуществляются предпринимателями С. Н. Нестеренко и Н. И. Ветровой.[значимость факта?]
Интервал движения общественного транспорта составляет 20 минут — 1 час в зависимости от вида транспорта и дня недели.
По состоянию на 2024 год, в городе действуют три автобусных маршрута.

## Население
| 1916    | 1931    | 1959    | 1967    | 1970    | 1979    | 1989    | 1992    | 1996    | 1998    | 2002    | 2003    |
| ------- | ------- | ------- | ------- | ------- | ------- | ------- | ------- | ------- | ------- | ------- | ------- |
| 8000    | ↘2783   | ↗25 511 | ↗30 000 | ↗33 347 | ↗37 848 | ↗38 510 | ↗38 600 | ↘38 500 | ↘38 000 | ↘34 054 | ↗34 100 |
| 2005    | 2006    | 2007    | 2009    | 2010    | 2011    | 2012    | 2013    | 2014    | 2015    | 2016    | 2017    |
| ↘33 300 | ↘33 000 | ↘32 600 | ↘32 224 | ↘31 850 | ↗31 900 | ↘31 611 | ↘31 406 | ↘31 220 | ↘31 136 | ↘30 718 | ↘30 353 |
| 2018    | 2019    | 2020    | 2021    |         |         |         |         |         |         |         |         |
| ↘29 999 | ↘29 377 | ↘28 955 | ↘26 694 |         |         |         |         |         |         |         |         |

На 1 января 2025 года по численности населения город находился на 548-м месте из 1124 городов Российской Федерации.
Активная убыль населения города связана с низкой рождаемостью, высокой смертностью и оттоком в крупные города из-за падения производства на градообразующих предприятиях города, таких как Тамбовский пороховой завод, ОАО «Алмаз», ОАО «Котовский лакокрасочный завод» (численность рабочих сократилась в 8—10 раз относительно конца 1970-х — начала 1980-х годов).
Национальный состав

Аллея Героев

По итогам переписи населения 2020 года проживали следующие национальности (национальности менее 0,1 % и другое, см. в сноске к строке «Другие»):
| Национальность | Численность, чел. | Доля     |
| -------------- | ----------------- | -------- |
| Русские        | 24 856            | 93,11 %  |
| Азербайджанцы  | 138               | 0,52 %   |
| Армяне         | 71                | 0,27 %   |
| Украинцы       | 70                | 0,26 %   |
| Татары         | 34                | 0,13 %   |
| Другие         | 1525              | 5,71 %   |
| Итого          | 26 694            | 100,00 % |

## Образование
- Две основные школы:

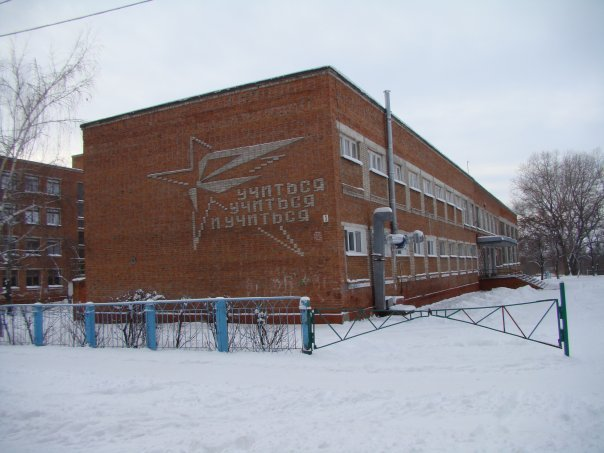
Здание Котовской школы № 1

  1. Школа № 3 с углублённым изучением отдельных предметов, объединённая со школой № 4
  2. Основная школа (объединила школу № 1 и № 2).
- Специальная (коррекционная) общеобразовательная школа-интернат

Здание управления Тамбовского Порохового завода

- Котовский индустриальный техникум
- Детская школа искусств
- Дом детского творчества

## Культура
В городе функционируют
- Музейный историко-просветительный образовательный комплекс;
- Дворец культуры;
- Детская библиотека;
- Библиотека Дворца культуры;
- Библиотека им. В. В. Маяковского.

В городе жил и работал русский писатель, поэт и публицист Виктор Герасин.

### Телевидение
В Котовске есть собственный телеканал «КТВ-8». Создан в 1992 году. Осуществляет собственное вещание в кабельных и IP-сетях города с 18:00 до 23:00 ежедневно, кроме субботы.
В 2020 году телеканал перешёл на широкоэкранный формат вещания.

### Неваляшка

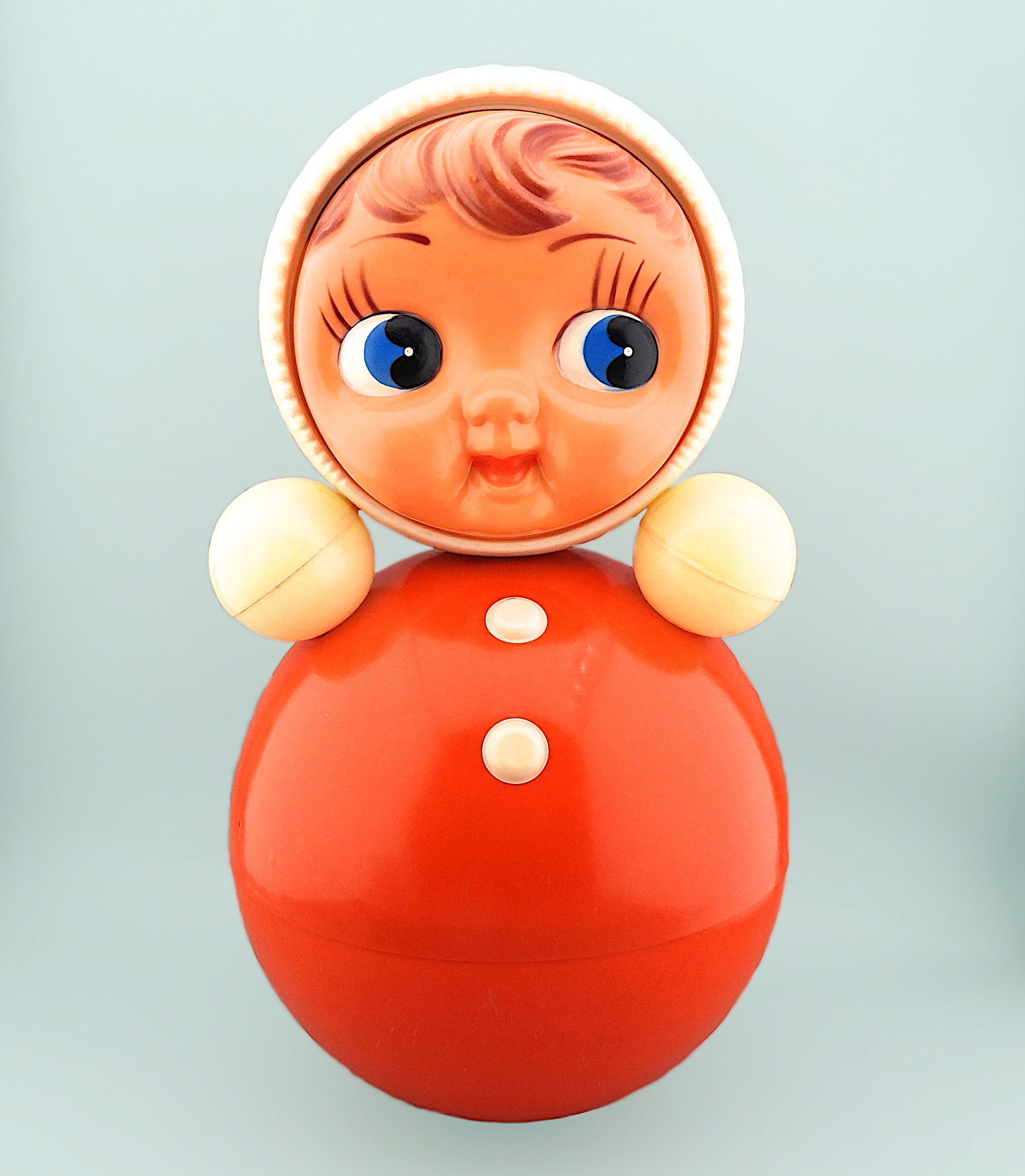
Неваляшка

Котовская неваляшка заняла место культурного символа отечественной игрушки. В 1958 году в СССР началось массовое производство неваляшек: в 1958 году выпустили 120 тысяч экземпляров, а в 1960-м — уже 1,2 миллиона. Продавались ваньки-встаньки не только в СССР. Их закупали Австрия, Германия, Куба, Словакия, Венгрия, Монголия и многие другие страны.
Расцвет производства пришёлся на 1970-е годы. В это время в цехе Тамбовского порохового завода, который выпускал неваляшек, работало более 1500 женщин. А в кризисные 1990-е, когда военных заказов не стало, именно игрушки помогали заводу выжить. Поэтому неваляшке даже поставили памятник в центре города Котовска в Тамбовской области, где расположено предприятие.
Продолжают делать неваляшку и в наши дни, в ассортименте Тамбовского порохового завода насчитывается более 30 видов этой игрушки. К классической неваляшке Маше красного цвета, дизайн которой практически не менялся на протяжении более чем 50 лет, добавилась кукла Антон. Выпускают неваляшек и в виде крокодила, зайца, утёнка, поросёнка. Завод ежегодно производит до ста тысяч игрушек; они продаются не только в нашей стране, но и в США, Германии, Белоруссии, Казахстане, Вьетнаме.

## Археология
Под Котовском, на правом берегу реки Цны, где планируется разместить микрорайон «Новый Котовск», найдены захоронения абашевской и срубной культур бронзового века.

## Почётные граждане города
- Далматов, Тимофей Андреевич (1908—2010)
- Елизаров Николай Михайлович (1937—2020)